# Carl Ludwig Jessen
Pour les articles homonymes, voir Jessen.
Carl Ludwig Jessen (né le 22 février 1833, mort le 4 janvier 1917) est un peintre prussien originaire de la Frise du Nord.

## Biographie
Jessen nait à Deezbüll (à présent Niebüll). Après avoir étudié à Copenhague, Paris et Rome, il retourne dans son pays d'origine, où il a vécu de ses peintures. En tant que peintre naturaliste, il a décrit la vie rurale de ses contemporains. Bien qu'étant considéré comme un peintre important d'Allemagne du Nord, il a été critiqué par Ernst Schlee pour avoir idéalisé ce qu'il peignait.

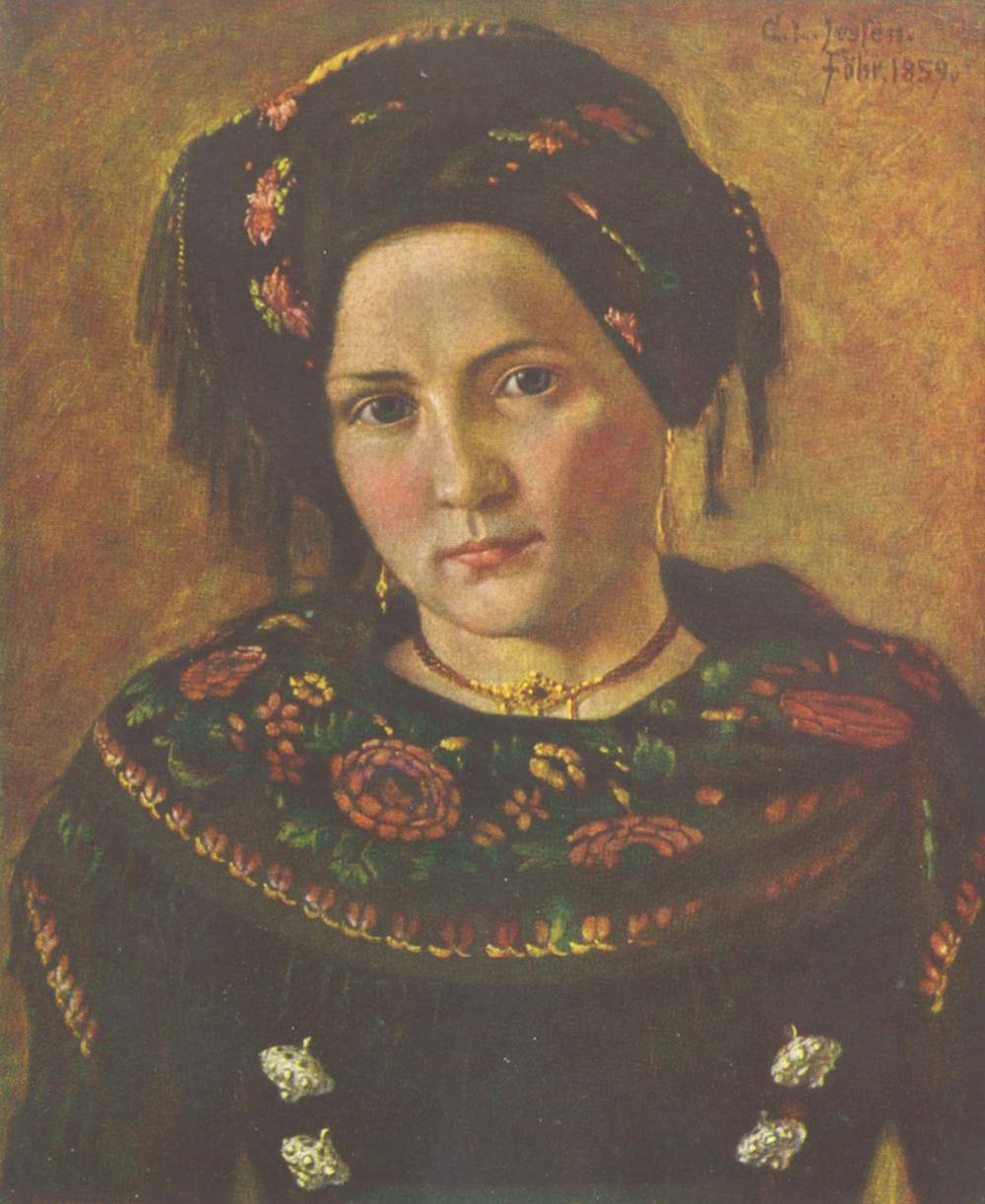
Jeune Femme, Föhr, 1859.
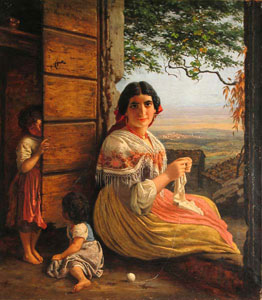
Femme italienne cousant, 1868.
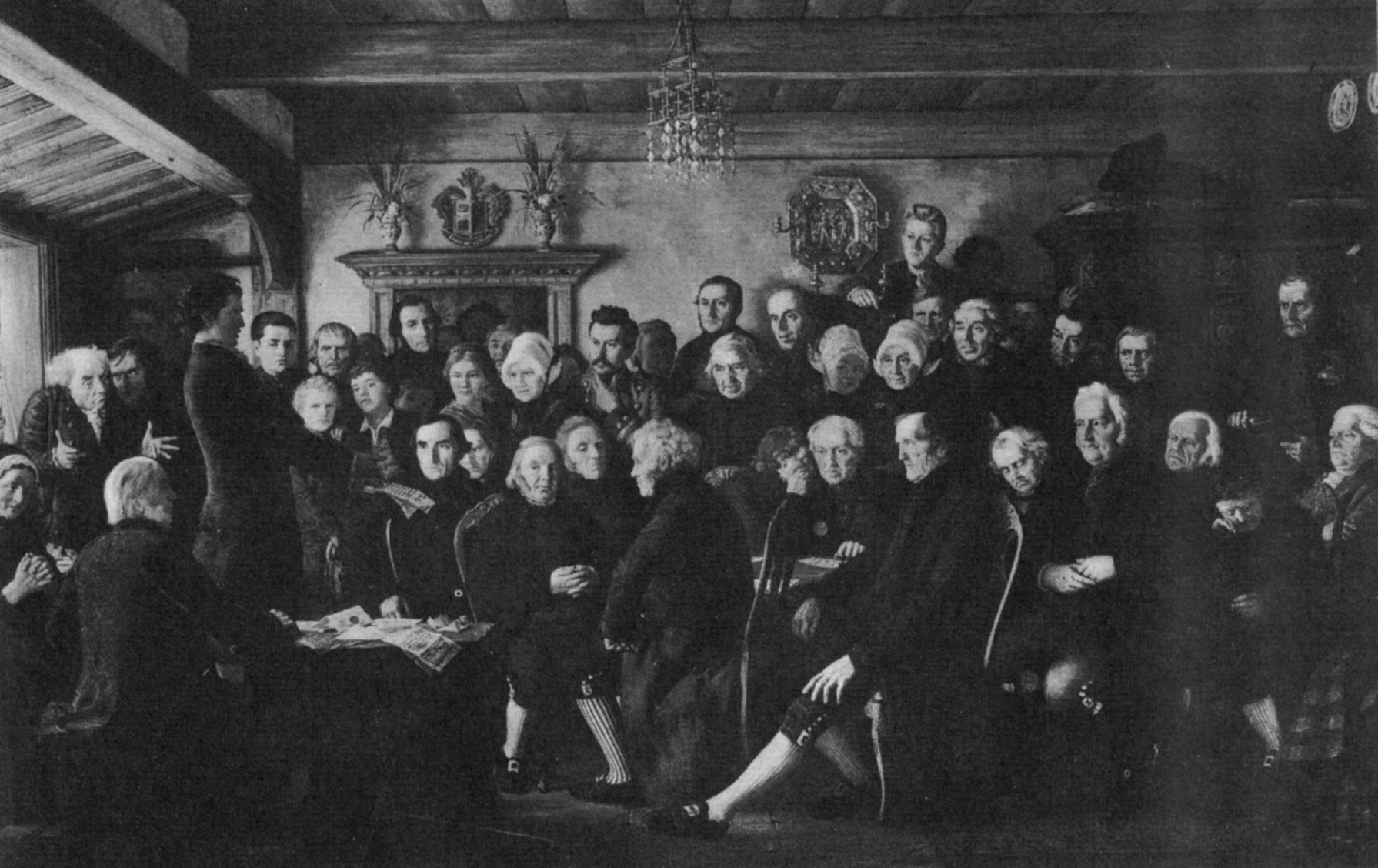
Assemblée de Frise, 1875[1].
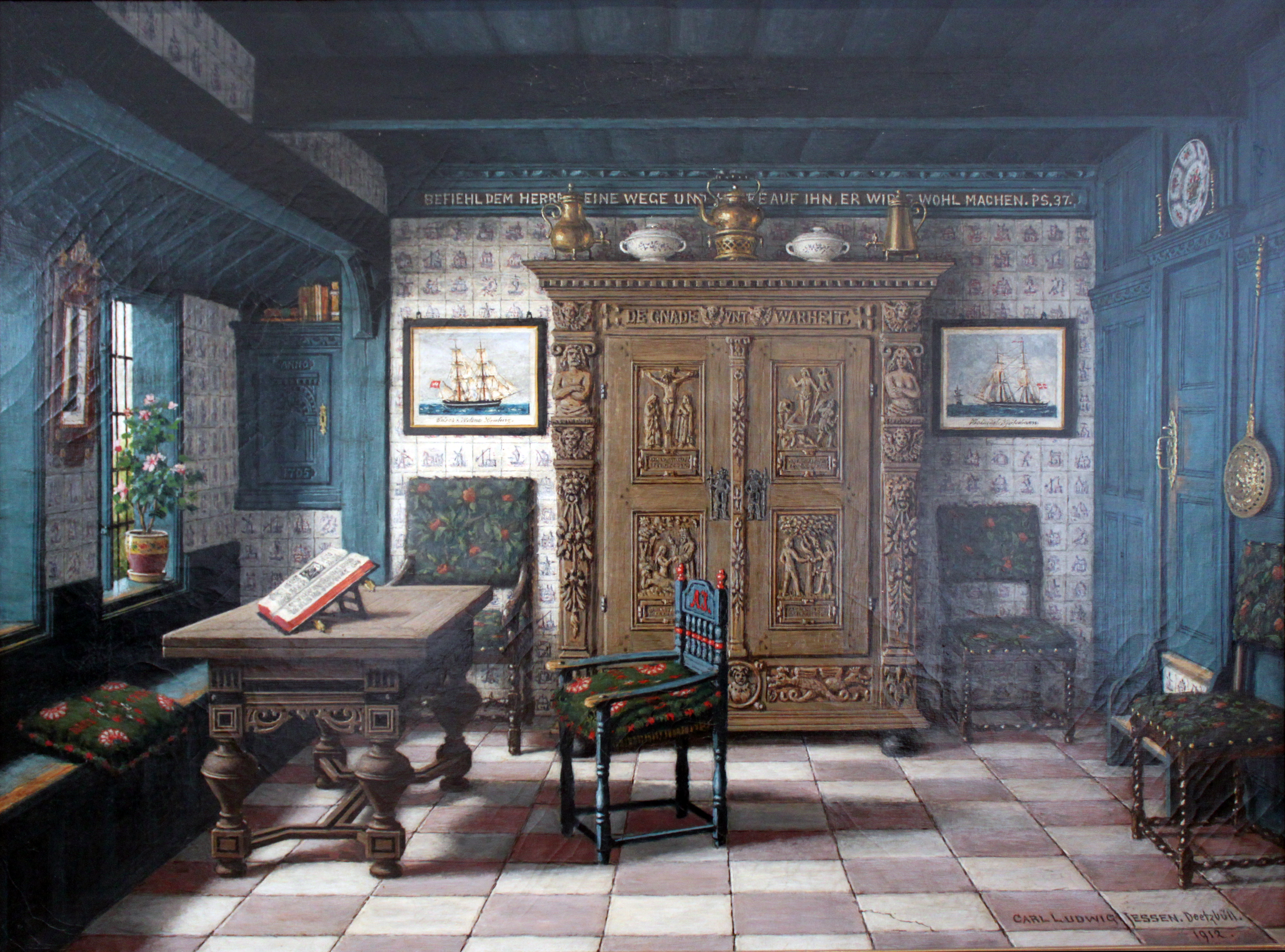
Le Salon bleu, 1912.